# Régiment d'action spéciale de la marine

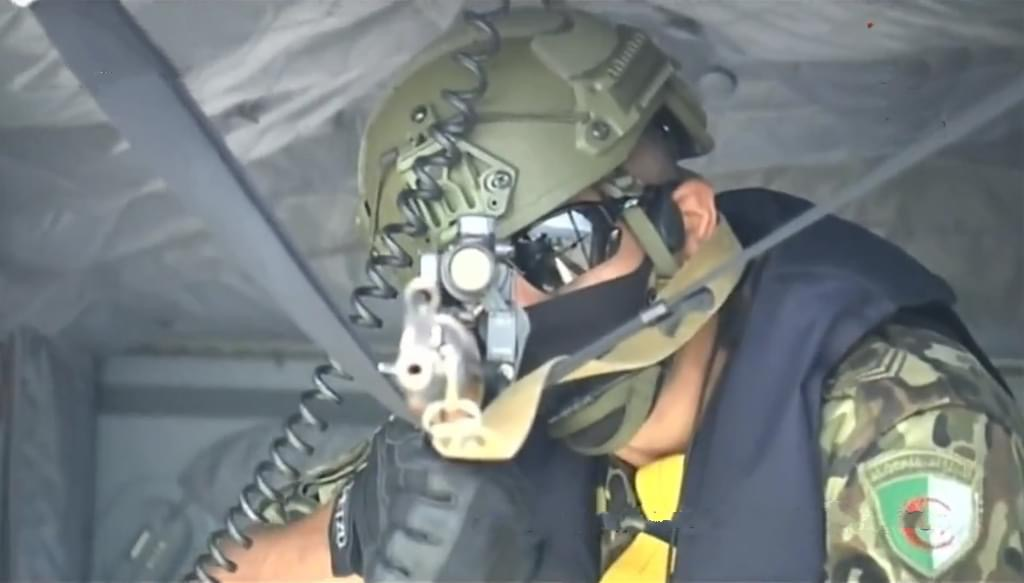
Un tireur embarqué du RASM lors d'un entraînement.

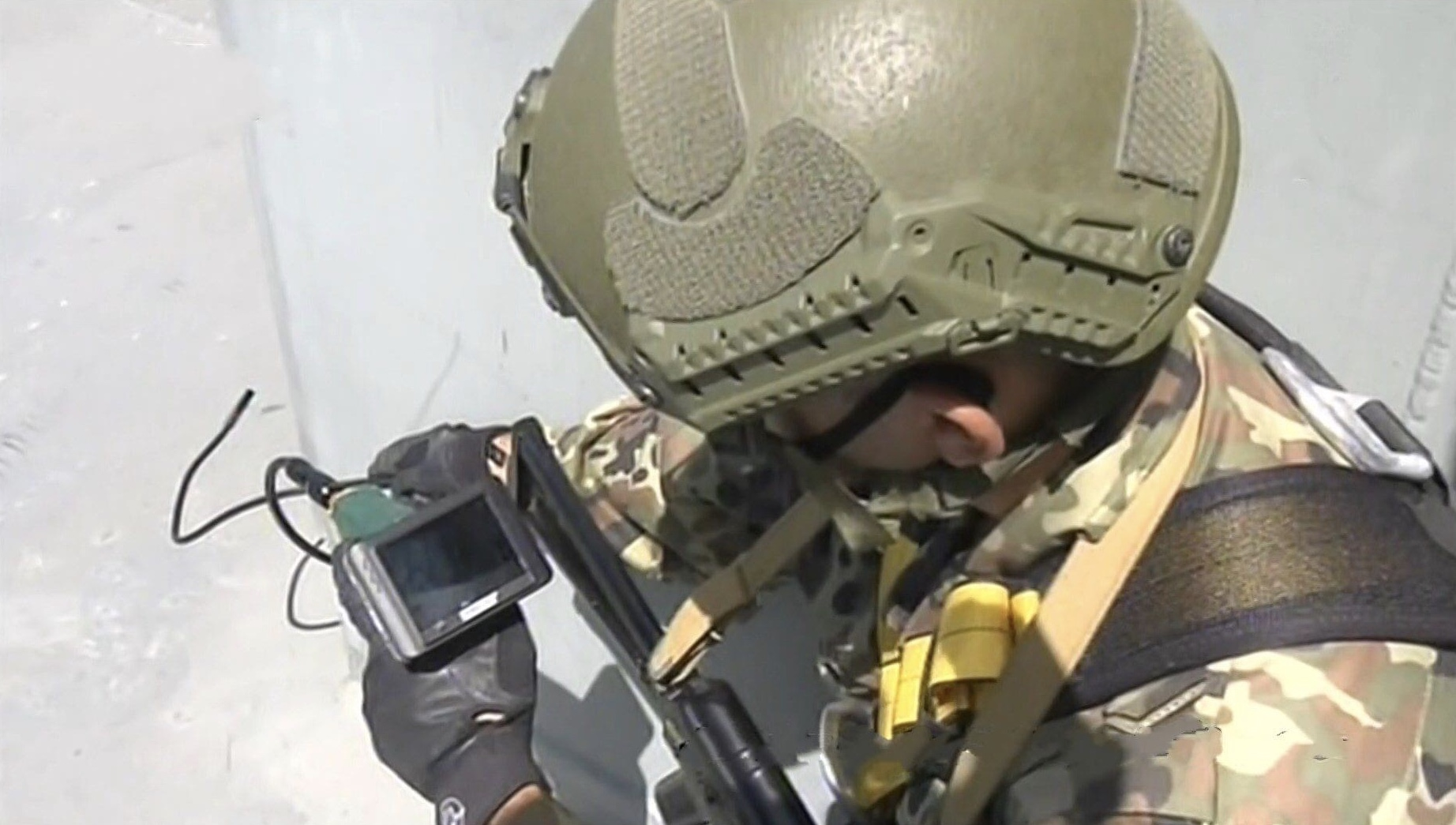
Un opérateur du RASM lors d'un entraînement.

Le Régiment d'action spéciale de la marine (RASM) en arabe : الفوج العمل الخاص للبحرية est un régiment de forces spéciales appartenant aux forces navales algériennes.

## Historique
Le régiment d'action spéciale de la marine est un régiment de forces spéciales des forces navales algériennes.
C'est en 2005 que vit le jour de la première promotion de commandos, ces derniers étaient affiliés directement aux Régiments de Fusiliers Marins (RFM) en tant que détachement de commandos de chasse (DCC).
Les premières promotions ont également bénéficié d'un cursus commando à l'EFCIP de Boghar.
On pouvait trouver quatre sections de commandos au sein des régiments de fusiliers marins (RFM).
Cependant il a été décidé de rassembler toutes les sections de commandos et de plongeurs de combat afin de créer un nouveau régiment des opérations spéciales pour la marine algérienne.
De plus, le RASM a récupéré certains plongeurs de combat de l'ex groupement d'intervention spécial peu après la dissolution de ce dernier en 2015.

## Missions
Le RASM à pour mission :
- la reconnaissance spéciale[3]
- les actions de combat terrestre depuis la mer ou sur les côtes[4]
- la libération d'otages et l'extraction de personnes en mer ou sur les côtes[3]
- les actions de destruction et de sabotage de cibles stratégiques
- les interventions en mer dans le cadre des missions de l’action de l’état en mer (lutte contre le terrorisme, la piraterie maritime, les trafics illicites et les infractions maritimes…)[3]
- La libération d'otages sur embarcation nautique ou sur navire et la résolution de crise grave en mer[5]

## Organisation
Le RASM possède plusieurs compagnies avec diverses spécialités :
- Un état major
- Compagnie d'assaut qui est spécialisé dans les assauts par la mer, et dans le contre-terrorisme maritime[6].
- Compagnie CTLO qui est spécialisée dans le contre-terrorisme et à la libération d'otages[7].
- Compagnie de reconnaissance et d'appui qui est spécialisé dans la reconnaissance et l'acquisition de renseignements, mais également à la neutralisation à distance et à l'appui aux unités engagées sur zone de combat (tireurs d’élite longue distance, tireurs embarqués, etc)[7].
- Compagnie de plongeurs de combat qui est spécialisé dans l'action sous-marine et dans les actions de contre-terrorisme maritime, et à la libération d'otages, il est constitué exclusivement de nageurs de combat[3][8].
- Compagnie de patrouille qui est spécialisé dans la patrouille maritime, et dans la recherche.

- Une compagnie de soutien logistique

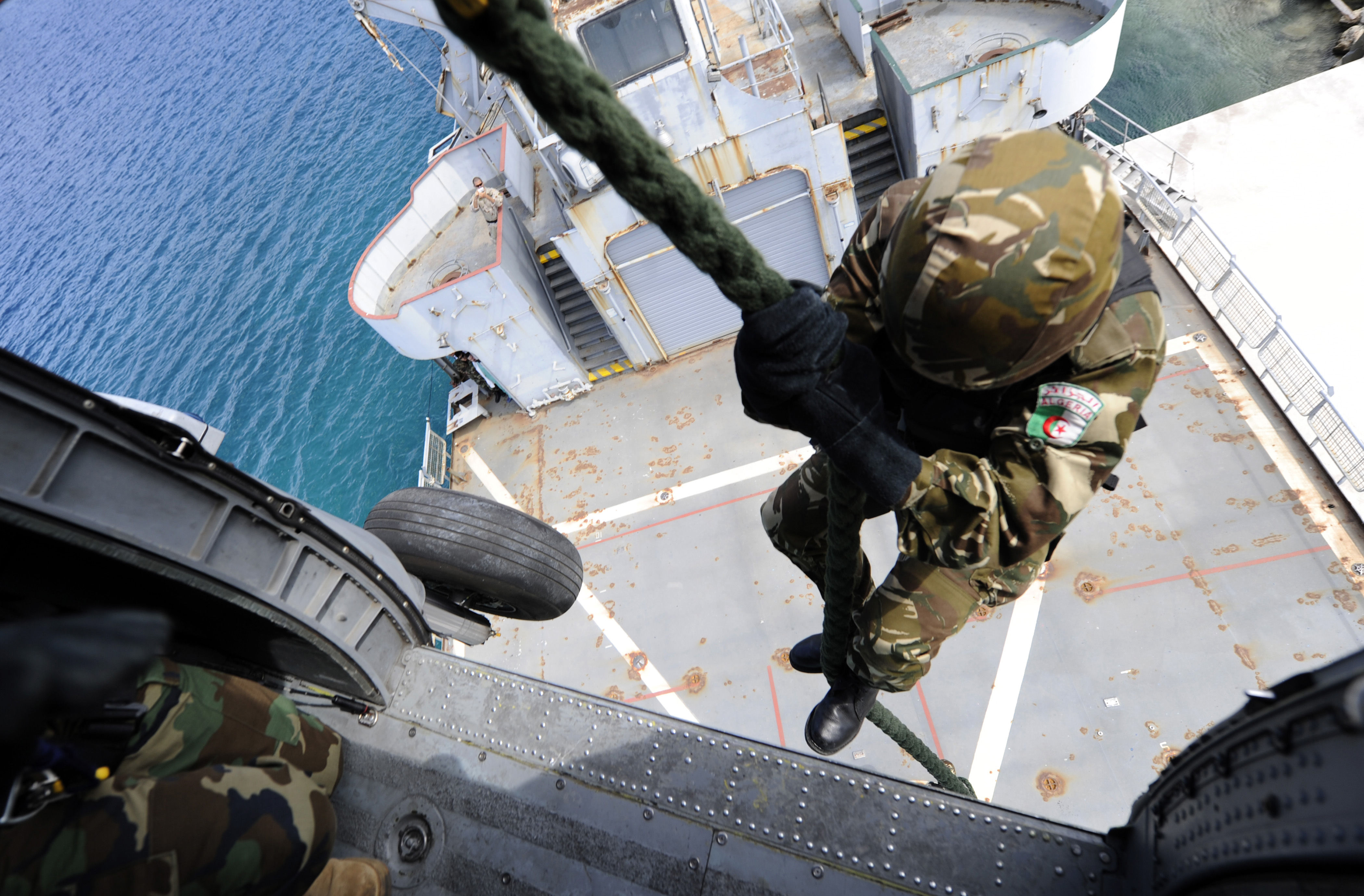
Un commando marine à l'entraînement avec l'OTAN en Grèce en 2012.

Un commando marine Algérien à l'entraînement avec l'OTAN en Grèce en 2012.

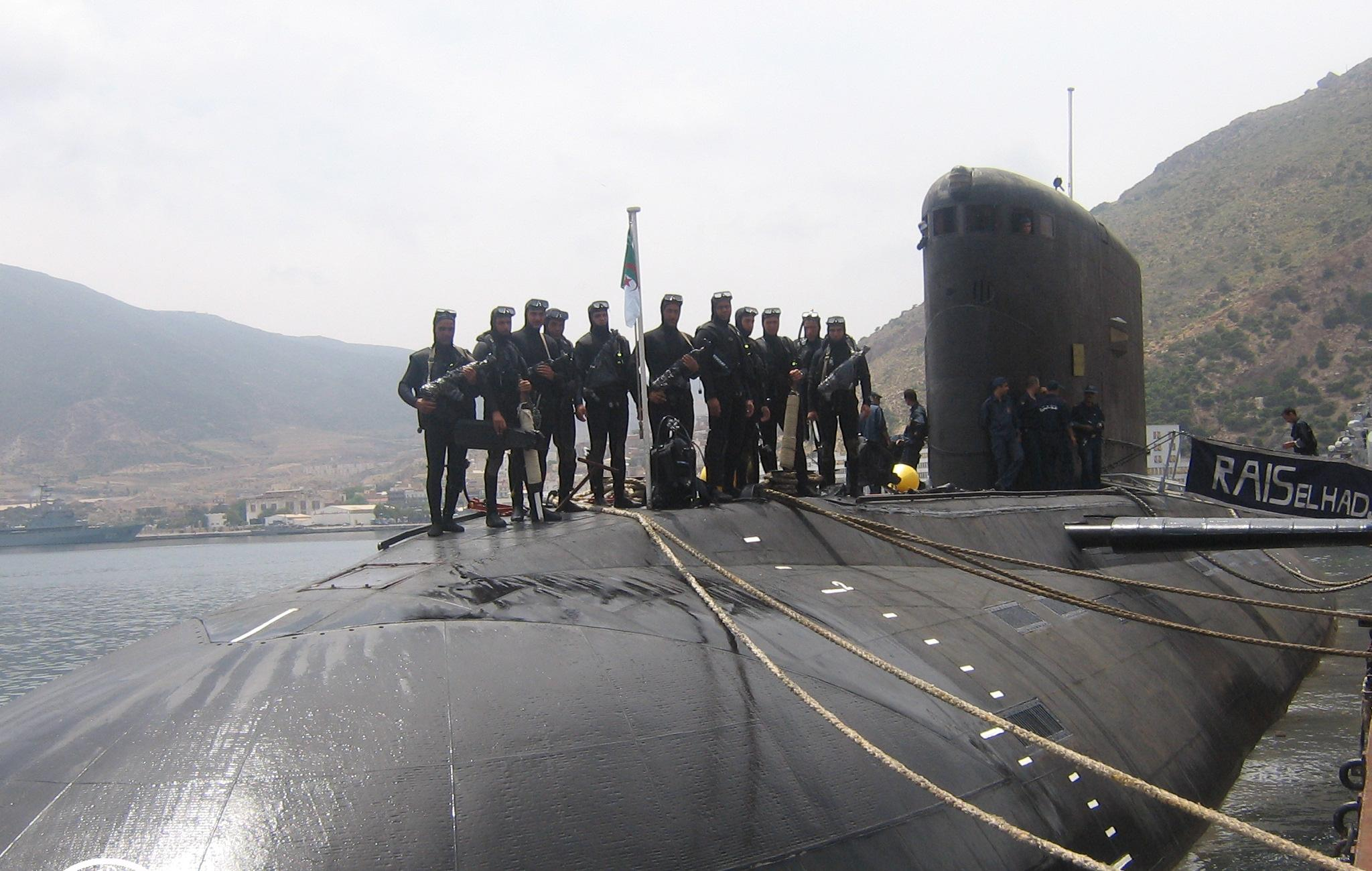
Plongeurs de combat après un entraînement en 2007 à Mers-El-Kébir.

- Une compagnie d'instruction

## Formation et entraînement

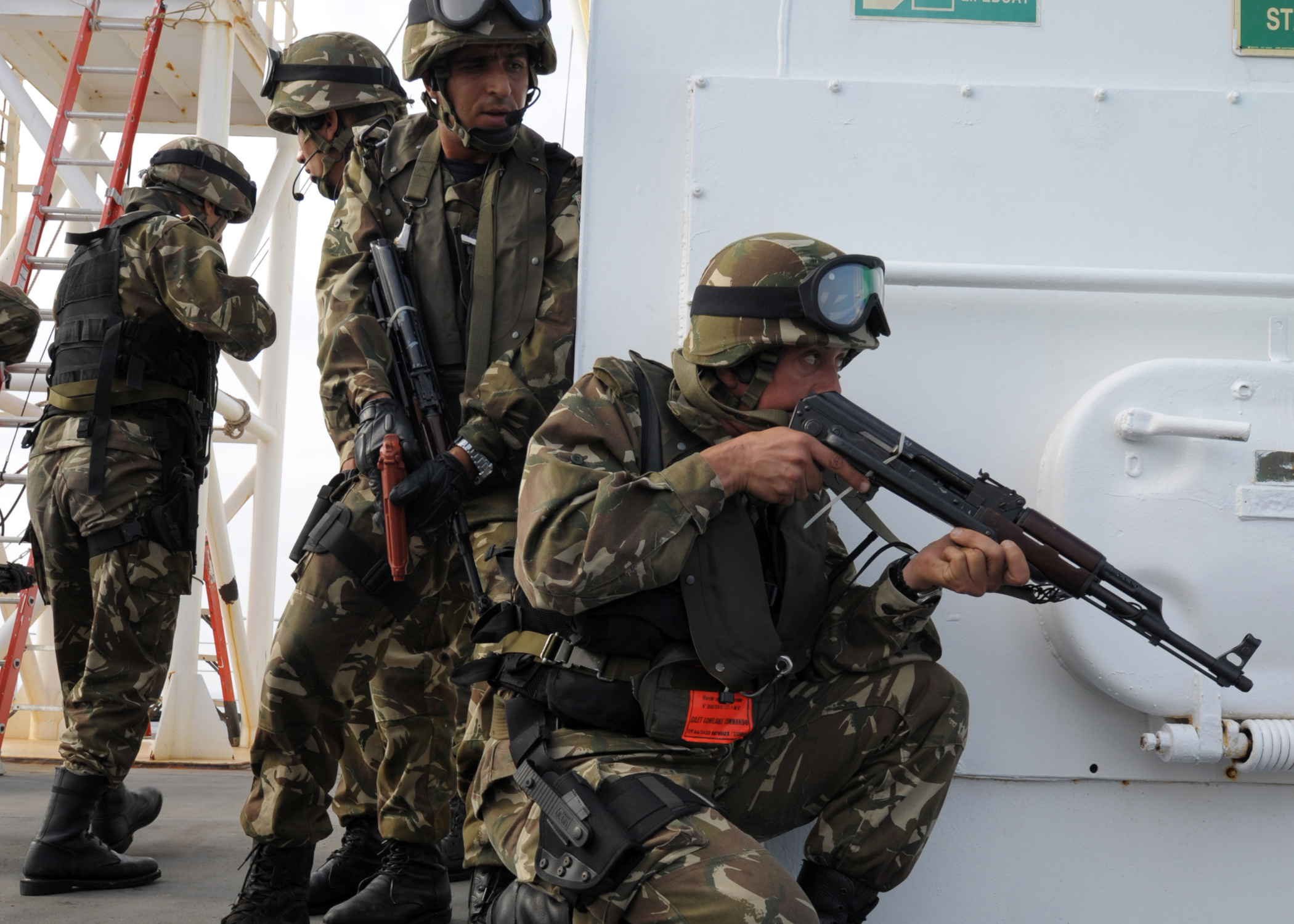
Colonne d'assaut des commandos marine Algériens pendant l'exercice Phoenix Express en Grèce avec l'OTAN en 2012.

Depuis 2005 l'école d'application des troupes de marine (EATM) de Jijel sélectionne et forme les futurs commandos marine des forces navales algériennes.
Directement issus des régiments de fusiliers marins ou sortants directement major de la promotion des premières années au sein de l'EATM, les élèves désirant devenir commando marine doivent passer une sélection ainsi qu'une formation spécialisée (physique, tir, maniement d'explosifs, close-combat, franchissements, rappel, nautisme, natation).
Les futurs commandos doivent effectuer une formation de près de 6 mois au sein de l'école, et le programme de formation s'articule principalement autour de quatre axes:
- L'amélioration des performances physiques
- Le tir (enseignement de plusieurs techniques et manœuvres)
- La plongée sous-marine
- Le combat spécialisé

Les élèves seront formés à exécuter des opérations maritimes commandos (OMC).
Le but de cette formation d'OMC est de pouvoir effectuer des assauts sur des cibles portuaires, côtière, ou en mer, de réaliser des opérations de libération d'otages, des opérations de contre terrorisme maritime, d'opérations de reconnaissance et de l'éclairage en vue d'un assaut amphibie, de sabotage etc.
En plus de ces formations, les élèves commandos doivent passer leur brevet de parachutiste à l'ESTS de Biskra ainsi que leur brevet de commando à l'EFCIP de Boghar.
La durée de leur formation est de 6 mois, et ces derniers se verront remettre un certificat militaire professionnel de commando marine, ainsi que l'insigne des commandos marine.
De plus les commandos marine participent également à des formations et des exercices à l'étranger, notamment aux États-Unis avec les US Navy Seals, l'US NAVY, le FGNE espagnol, etc.
Mais ils s'entraînent également avec leur homologues nationaux comme le DSI, le 116e RMO ou encore le RSI,.

## Équipement et armement

### Armement

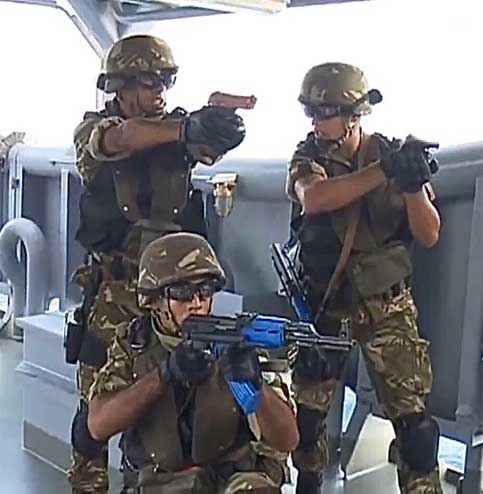
Commandos marine à l'entraînement.

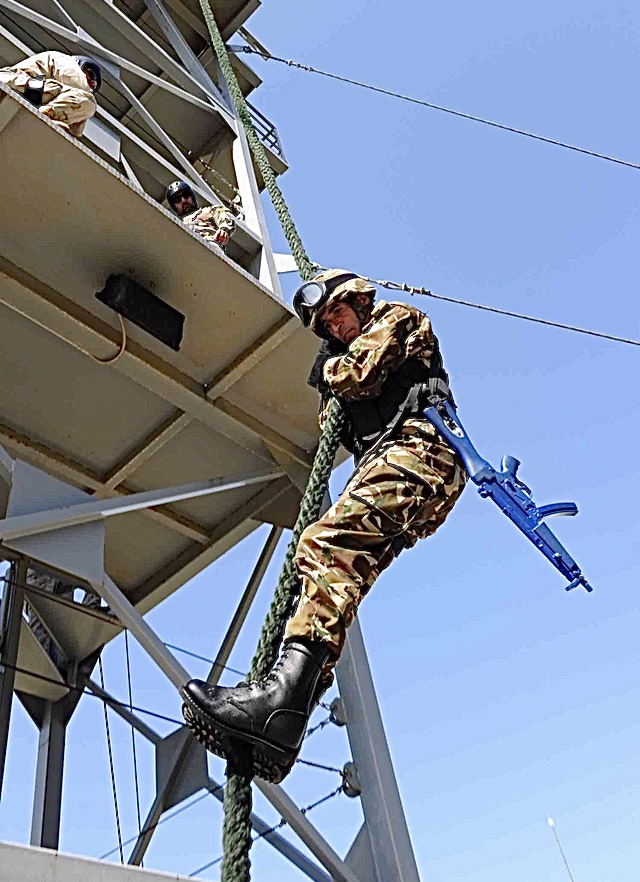
Un commando marine algérien à l'entraînement avec des membres de l'OTAN en 2012.

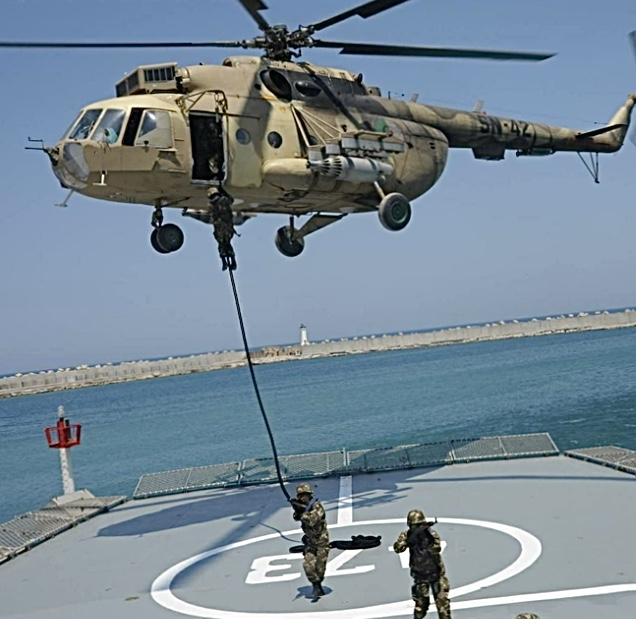
Des commandos marine à l'entraînement en Algérie.

Les commandos marine sont toujours en double dotation lors de leurs actions (pistolet automatique + fusil d'assaut), cependant selon la spécialité et selon la mission les armes peuvent changer, par exemple les plongeurs n'ont pas le même armement que les unités d'assaut.

#### Arme de poing
- Glock 17 en 9 × 19 mm
- Caracal en 9 × 19 mm

#### Fusil d'assaut
- AKM
- AK105
- AKS-74U
- Arbalète (pour les plongeurs)
- Armes de combat subaquatique à fléchettes

#### Fusil mitrailleur
- PKM

#### Fusil de précision
- Sako TRG 22
- SVD

#### Autres
- Mines-ventouses

### Équipement individuel
- Treillis des fusiliers marins (camouflage flecktarn)[14]
- Chaussures
- Casque : Sestan Busch BK-ACH-HC-3
- Gilet porte plaques
- Garnitures de coude et genoux
- Lunettes de protection
- Cagoule/cache-cou
- Gants de protection
- Holster de cuisse
- Camelback
- Sac à dos de combat
- Ghillie suit (pour les tireurs d'élite)

#### Spécial
- Bouclier pare-balle
- Appareil de vision nocturne
- Jumelles de vision nocturne, infrarouges et thermiques
- Appareil de transmission individuel
- Radio
- Silencieux
- Optiques

## Moyens

### Véhicules terrestres
- Véhicule tout-terrain
- Véhicule de transport de troupes
- Camionnette

### Embarcations nautiques
- Bateau semi-rigide de type zodiac,
- Bateau d'intervention BK-10M[15]
- Canot pneumatique
- Kayak
- Vedettes et patrouilleurs ALUSAFE 2000, Ocea FPB-98, El-Kebir Class[16]
- Propulseur de plongée

### Moyens Aériens
- Hélicotères des Forces Aériennes Algériennes
- Hélicoptères des forces navales algériennes[16]
- Avions de transports appartenant aux Forces Aériennes Algériennes

,,,,,,,,,,